# Lake George (bykommun i New York)

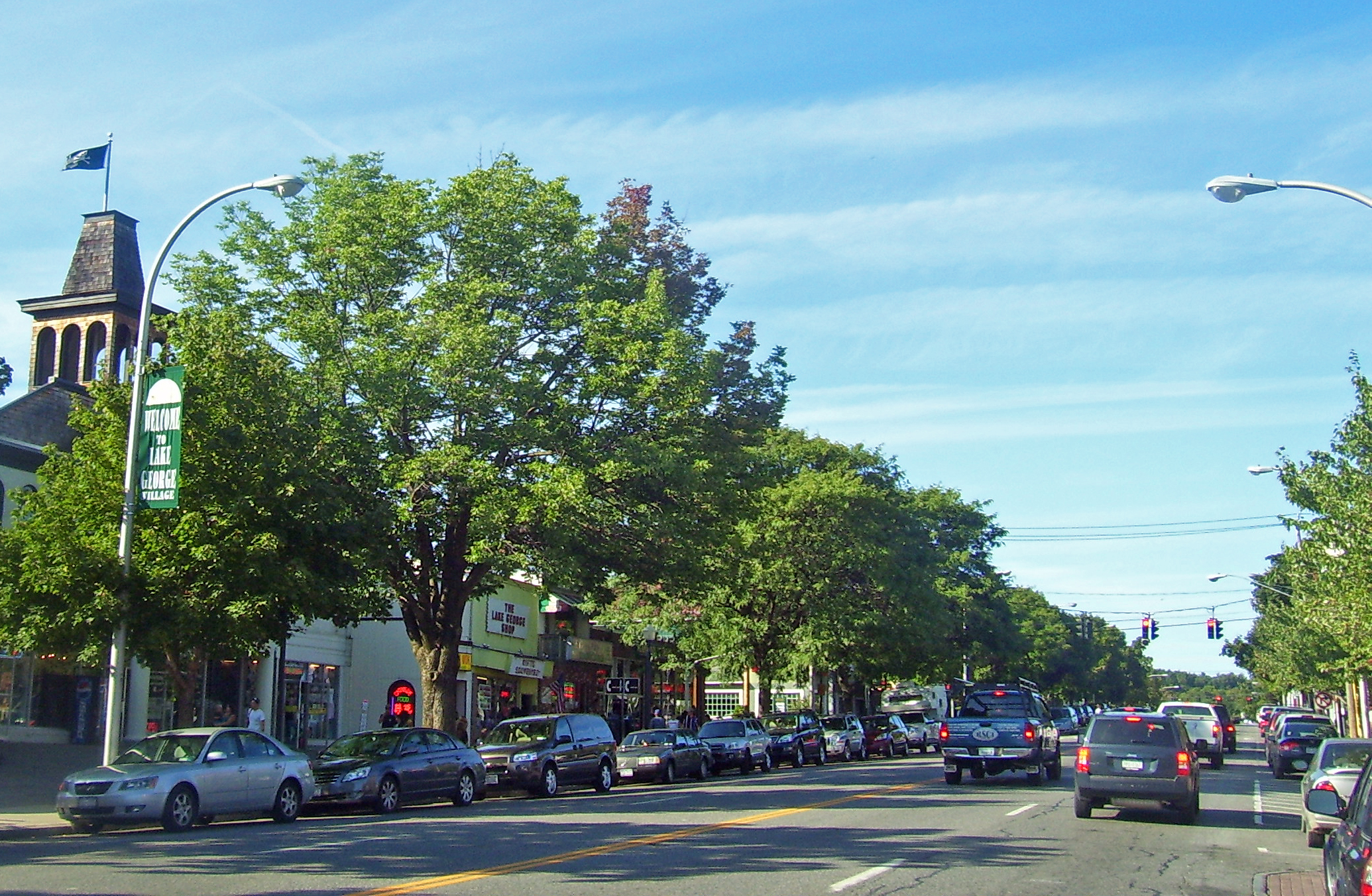
Huvudgatan i Lake George.

Lake George är en bykommun (village) vid södra änden av sjön  Lake George. Den ingår i kommunen Lake George, men har visst kommunalt självstyre. 

## Turism
Samhället och den omkringliggande trakten är en berömd turistregion och en historisk sommarvistelse för de rika och berömda, bland vilka en gång hörde Alfred Stieglitz och Georgia O'Keeffe.